# Michele Perniola

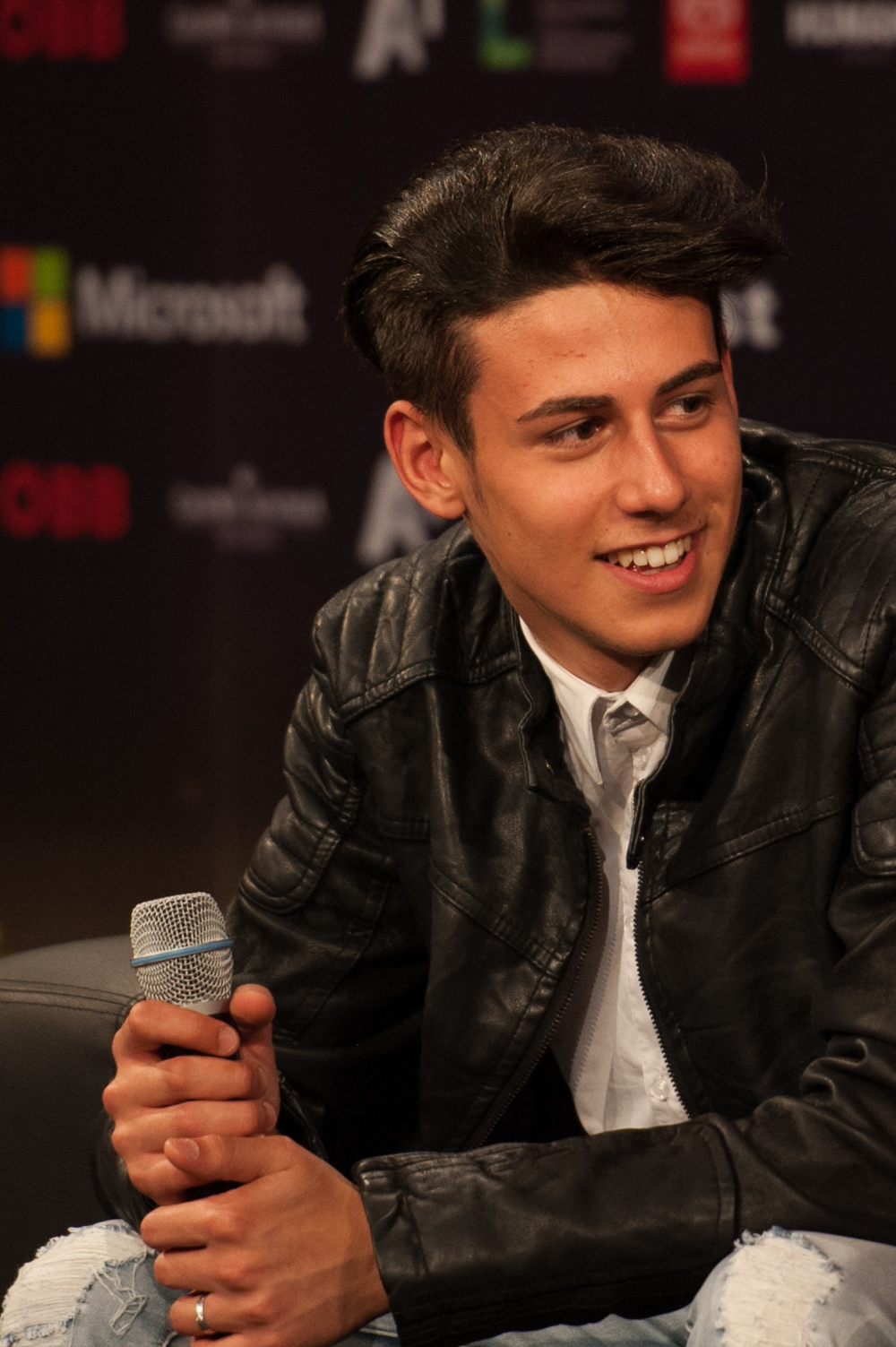
Michele Perniola (2015)

Michele Perniola (* 6. September 1998 in Palagiano) ist ein italienischer Sänger. Er vertrat San Marino beim Junior Eurovision Song Contest 2013 und mit Anita Simoncini beim Eurovision Song Contest 2015 in Wien.

## Leben
Michele Perniola kam früh mit der Musik in Verbindung und stand bereits mit neun Jahren auf der Bühne. Im Dezember 2012 nahm er am populären italienischen Gesangswettbewerb Ti lascio una canzone teil.
Im Jahr 2013 wählte der Sender SMRTV den Sänger aus, San Marino beim Junior Eurovision Song Contest zu vertreten. Mit dem Song O-o-O Sole intorno a me landete er auf dem zehnten Platz. Beim Eurovision Song Contest 2014 verkündete er die Punkte von San Marino. Am 28. November 2014 wurde auf einer Pressekonferenz des san-marinesischen TV-Senders angekündigt, dass Perniola die Republik zusammen mit Anita Simoncini beim Eurovision Song Contest 2015 vertreten wird. Der Beitrag „Chain Of Lights“ wurde am 16. März bekanntgegeben. Er wurde von Ralph Siegel komponiert. Nach der Teilnahme am zweiten Halbfinale des Songwettbewerbs in Wien konnte sich das Duo nicht für das Finale qualifizieren.

## Diskografie
Singles
- 2013: O-o-O Sole intorno a me
- 2015: Chain of Lights